# MR.ハンズ
『MR.ハンズ』（Mr. Hands）は、アメリカ合衆国のジャズ・ミュージシャン、ハービー・ハンコックが1980年に発表したスタジオ・アルバム。

## 背景
曲ごとにラインナップの異なるバンドを従えて録音されており、「テクスチャーズ」ではハンコック自身がすべての楽器を演奏した。「カリプソ」はロン・カーター、トニー・ウィリアムスらを迎えたアコースティック・セッションだが、スティール・ドラムのパートは、ハンコックがシンセサイザーで演奏している。「シフトレス・シャッフル」は、アルバム『ヘッド・ハンターズ』（1973年）のためのセッションでも演奏されていた曲で、1978年10月に日本のCBSソニー・スタジオで録音されたアルバム『ダイレクトステップ』（発売は1979年）が初出となり、ベニー・モウピン、ポール・ジャクソン、ビル・サマーズは、同作と本作の両方のヴァージョンに参加した。

## 反響・評価
アメリカでは総合アルバム・チャートBillboard 200で117位に達し、『ビルボード』のジャズ・アルバム・チャートでは4位、R&Bアルバム・チャートでは46位を記録した。
リチャード・S・ギネルはオールミュージックにおいて5点満点中4点を付け、アルバムの全体像に関して「彼はグルーヴに乗る能力を、かなりの割合で取り戻した」、収録曲「テクスチャーズ」に関して「ハンコックの曲の中でも、特に心に残る思索の一つ」と評している。

## 収録曲
全曲ともハービー・ハンコック作。
1. スパイラリング・プリズム - "Spiraling Prism" - 6:24
2. カリプソ - "Calypso" - 6:44
3. ジャスト・アラウンド・ザ・コーナー - "Just Around the Corner" - 7:37
4. 4 AM - "4 AM" - 5:23
5. シフトレス・シャッフル - "Shiftless Shuffle" - 7:10
6. テクスチャーズ - "Textures" - 6:39

## 参加ミュージシャン
- ハービー・ハンコック - ピアノ、エレクトリックピアノ、シンセサイザー、クラビネット、ヴォコーダー
- ベニー・モウピン - テナー・サクソフォーン (on #5)
- ワー・ワー・ワトソン（英語版） - ギター (on #3)
- バイロン・ミラー - エレクトリックベース (on #1)
- ロン・カーター - ダブル・ベース (on #2)
- フレディ・ワシントン - エレクトリックベース (on #3)
- ジャコ・パストリアス - エレクトリックベース (on #4)
- ポール・ジャクソン - エレクトリックベース (on #5)
- レオン・チャンクラー - ドラムス (on #1)
- トニー・ウィリアムス - ドラムス (on #2)
- アルフォンス・ムゾーン - ドラムス (on #3)
- ハーヴィー・メイソン - ドラムス (on #4, #5)
- ビル・サマーズ - パーカッション (on #1, #4, #5)
- シーラ・エスコヴェード - パーカッション (on #2, #3)